# Hexatoma chrysoptera
Hexatoma chrysoptera är en tvåvingeart som först beskrevs av Walker 1856.  Hexatoma chrysoptera ingår i släktet Hexatoma och familjen småharkrankar. Inga underarter finns listade i Catalogue of Life.